# Rome, From Mount Aventine
Rome, from Mount Aventine er et  landskabsmaleri af J.M.W. Turner malet i 1835 og baseret på hans tegninger i Rom i 1828. På maleriet ses byen Rom fra Aventinerhøjen.

Det blev udstillet på Royal Academy of Arts i 1836, hvor The Morning Post skrev som 
| „ | et af de fantastiske billeder, som Turner blænder fantasien og forvirrer al kritik: det er hævet over ros. | “ |

Det var bestilt af Hugh Andrew Johnstone Munro of Novar og blev i hans families samling, til det blev købt af 5. jarl af Rosebery i 1878. Derefter var det i Roseberry-samlingen til 2014. Det blev solgt på Sotheby's i London den 3. december 2014 ved et telefonbud for  30,3 millioner £ (280 millioner kr.) inklusiv købersalær på  15-20 £ millioner. Det er den højeste pris, der til dato er betalt for et maleri af Turner.
Alex Bell fra Sotheby's Old Master Paintings Department udtalte: "Dette maleri, der er næsten 200 år gammel, ser ud i dag, som om det er kommet direkte fra malerens staffeli: aldrig tilføjet noget og aldrig restaureret: billedet har samme friskhed som i det øjeblik, det blev malet: hårene fra Turners pensler, hans fingeraftryk, dråber af maling, der er løbet ned i kanten af lærredet, og hver skrap af hans paletkniv er bevaret i utrolige detaljer."